# Tuffi ai XIII Giochi panamericani
Le competizioni di tuffi ai XIII Giochi panamericani si sono svolte a Winnipeg, in Canada, dall'11 al 26 marzo 1999.

## Risultati

### Uomini
| Evento                     | Oro             | Perform. | Argento             | Perform. | Bronzo        | Perform. |
| Trampolino 3m (dettagli)   | Mark Ruiz       |          | Fernando Platas     |          | Troy Dumais   |          |
| Piattaforma 10m (dettagli) | Fernando Platas |          | José Antonio Guerra |          | Eduardo Rueda |          |

### Donne
| Evento                     | Oro            | Perform. | Argento            | Perform. | Bronzo         | Perform. |
| Trampolino 3m (dettagli)   | Eryn Bulmer    |          | Jenny Lingamfelter |          | Blythe Hartley |          |
| Piattaforma 10m (dettagli) | Émilie Heymans |          | Blythe Hartley     |          | María Alcalá   |          |

## Medagliere
| Posizione | Nazione     | Oro | Argento | Bronzo | Totale |
| --------- | ----------- | --- | ------- | ------ | ------ |
| 1         | Canada      | 2   | 1       | 1      | 4      |
| 2         | Messico     | 1   | 1       | 2      | 4      |
| 3         | Stati Uniti | 1   | 1       | 1      | 3      |
| 4         | Cuba        | 0   | 1       | 0      | 2      |
| Totale    | Totale      | 4   | 4       | 4      | 12     |